# Навесуелас
Навесуелас (ісп. Navezuelas) — муніципалітет в Іспанії, у складі автономної спільноти Естремадура, у провінції Касерес. Населення — 697 осіб (2010).
Муніципалітет розташований на відстані близько 180 км на південний захід від Мадрида, 80 км на схід від Касереса.

## Демографія
Динаміка населення (INE ):